# 雅克·維克多·亨利

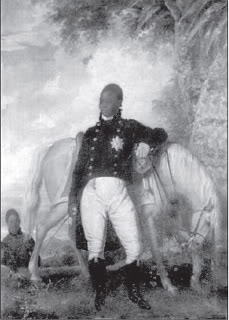
雅克·維克多·亨利

雅克·維克多·亨利（法語：Jacques-Victor Henry；1804年3月3日—1820年10月18日），海地總統、海地王國國王亨利·克里斯托夫兒子兼王位繼承者。
他是克里斯托夫幼子和海地軍隊將領，他父親在1807年成為總統，在1811年自稱國王。他有兩位兄長但也在王國成立前死去，所以他成為海地王室的王位繼承者。
他父親在1820年10月8日死去時，他本應被宣佈為海地國王亨利二世，但這個國家已經陷入混亂，10天後他被闖入圣苏西宫的亂民所殺。